# Тиргушор (Біхор)
Тиргушор (рум. Târgușor) — село у повіті Біхор в Румунії. Входить до складу комуни Керекіу.
Село розташоване на відстані 447 км на північний захід від Бухареста, 39 км на північний схід від Ораді, 127 км на північний захід від Клуж-Напоки.

## Населення
За даними перепису населення 2002 року у селі проживали 616 осіб.
Національний склад населення села:
| Національність | Кількість осіб | Відсоток |
| -------------- | -------------- | -------- |
| угорці         | 392            | 63,6%    |
| цигани         | 217            | 35,2%    |
| румуни         | 7              | 1,1%     |

Рідною мовою назвали:
| Мова      | Кількість осіб | Відсоток |
| --------- | -------------- | -------- |
| угорська  | 608            | 98,7%    |
| румунська | 8              | 1,3%     |